# Incroyables et merveilleuses

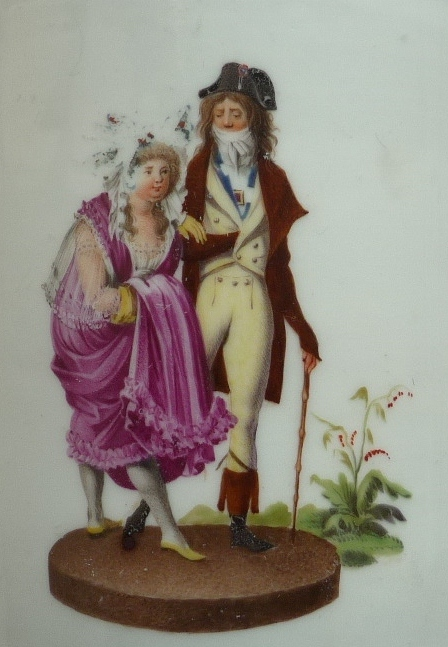
Stich von Charles Vernet auf Frankenthaler Porzellan, aus dem Jahr 1797

Bei den Incroyables und Merveilleuses (den Unglaublichen und den Wunderbaren) handelte es sich um Pariser Bürger, die sich während einer kurzen Phase der Französischen Revolution extrem auffällig kleideten. Sie waren teilweise mit der Jeunesse dorée identisch.
1789 begann die Französische Revolution, 1794 endete die Herrschaft von Maximilien de Robespierre. Es schloss sich die Zeit des Directoire (1795–1799) an. Die Bürger Frankreichs hatten jetzt wieder größere Freiheiten. Diese wurden von einer Klasse von Neureichen genutzt, um durch auffällige Kleidung in Erscheinung zu treten. Sie übertrieben ihre Mode, selbst ihre Aussprache so sehr, dass ganz Paris über sie lachte und sie mit satirischen Schriften, Liedern und Karikaturen verspottete. Da bisher blonde Perücken verboten gewesen waren, trugen sie diese als Ausdruck ihrer Antihaltung. Sie nannten sich Incroyables et les Merveilleuses.

## Die Mode
Man nannte die Herren „Les Incroyables“, die Unglaublichen. Sie karikierten das Ideal der bürgerlichen Kleidung, indem sie enge Hosen, die bis zur Brust reichten, und hohe Husarenstiefel trugen. Ihr Frack hatte einen hohen Kragen, ein extrem kurzes Oberteil und lange Schöße. Darunter wurden mehrere Westen verschiedener Art und Farben getragen. Besonders auffällig war eine übergroße Halsbinde, die oft das ganze Kinn bedeckte. Die Haare trug der Incroyable „en oreilles de chien“, wie zottelige Hundehaare. Einige trugen große Monokel oder Brillen, lispelten und nahmen eine bucklige Haltung an. Der Knotenstock, ein gedrehter Rebstock, gehörte mit zur Ausstattung.

Stich von Charles Vernet, gemalt auf Frankenthaler Porzellan, aus dem Jahr 1797

Die Damen dieses Modetrends, „Les Merveilleuses“ (die Wunderbaren) erregten durch Freizügigkeit, Übertreibung der Hüte und Frisuren Aufmerksamkeit. Ein Gürtel betonte die hohe Taille der sehr luftigen Kleider, die Haare waren kurz, mit Vorliebe verwendete man blonde Perücken.
Beide setzten sich bewusst von der üblichen Revolutions- und Empiremode ab. Sie kultivierten auch eine eigenwillige Sprache. Diese lehnte sich an den Dialekt von Roussillon an, der die Konsonanten ‚r‘, ‚d‘ und ‚l‘ ausließ, sodass sie sich Inc’oyables und Me’veilleuses nannten.

## Vertreter
- Pierre-Jean Garat (1762–1823), französischer Bariton